# هوجو شتاين هاوس
هوجو شتاين هاوس (بالبولنديَّة:Władysław Hugo Dionizy Steinhaus)، هو عالم رياضياتي يهودي-بولندي، (ولد في 14 يناير 1887، توفي في 25 فبراير 1972).